# 維申基 (洛赫維察區)
50°22′58″N 33°5′16″E / 50.38278°N 33.08778°E
維申基（烏克蘭語：Вишеньки），是烏克蘭中部的村莊，隸屬波爾塔瓦州的米爾霍羅德區。該村距離索基里哈1公里，始建於1734年，面積0.35平方公里，海拔高度163米，2001年人口12。